# Stor-Gårdtjärnen (Bodsjö socken, Jämtland)
Stor-Gårdtjärnen är en sjö i Bräcke kommun i Jämtland och ingår i Ljungans huvudavrinningsområde. Sjön har en area på 0,13 kvadratkilometer och ligger 357,1 meter över havet. Sjön avvattnas av vattendraget Vaxsjöån.

## Delavrinningsområde
Stor-Gårdtjärnen ingår i det delavrinningsområde (695421-145720) som SMHI kallar för Utloppet av Stor-Gårdtjärnen. Medelhöjden är 376 meter över havet och ytan är 1,79 kvadratkilometer. Räknas de 9 avrinningsområdena uppströms in blir den ackumulerade arean 69,05 kvadratkilometer. Vaxsjöån som avvattnar avrinningsområdet har biflödesordning 3, vilket innebär att vattnet flödar genom totalt 3 vattendrag innan det når havet efter 242 kilometer. Avrinningsområdet består mestadels av skog (65 procent) och sankmarker (15 procent). Avrinningsområdet har 0,13 kvadratkilometer vattenytor vilket ger det en sjöprocent på 7,4 procent.